# 留邊蘂站

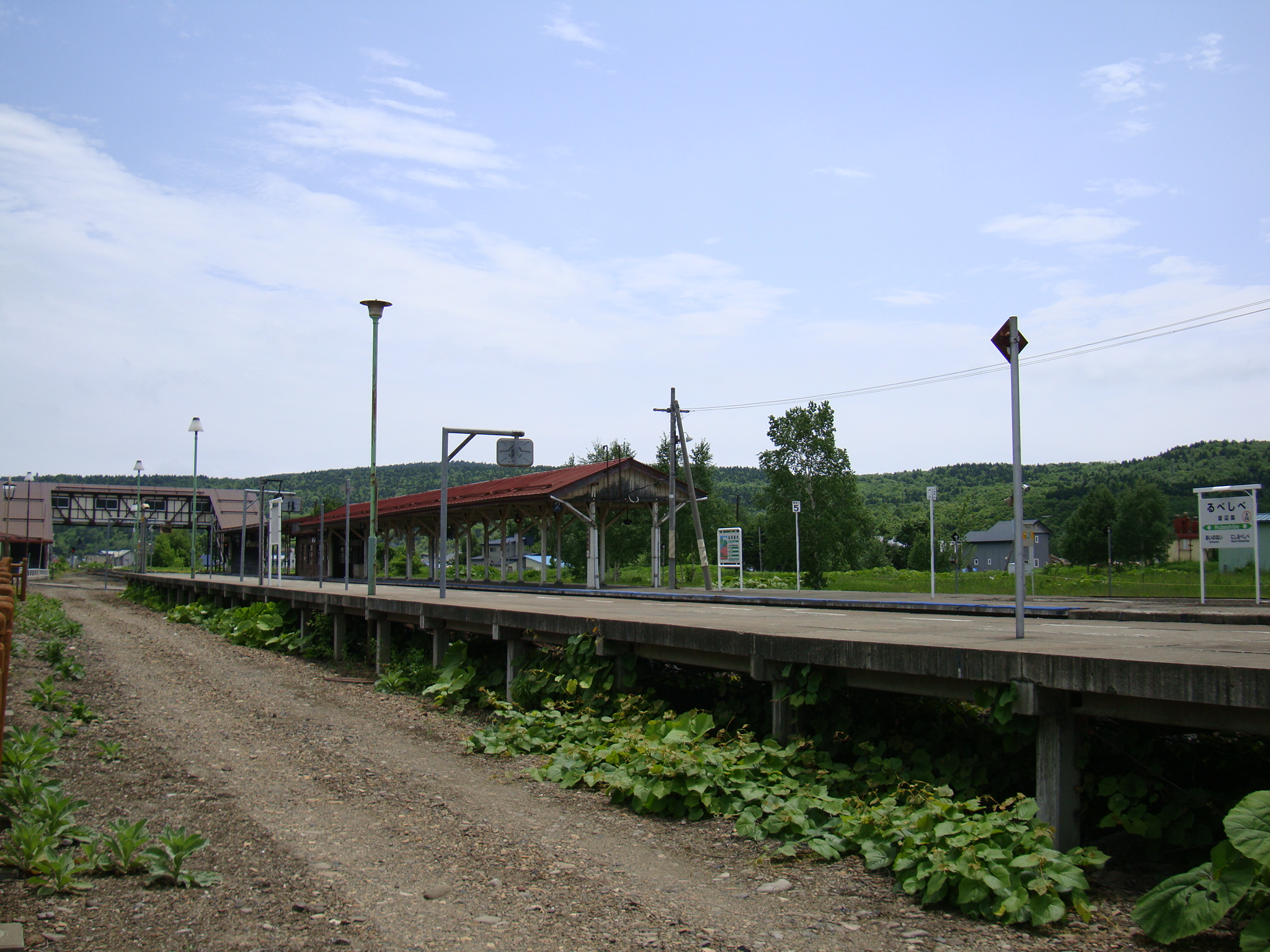
月台

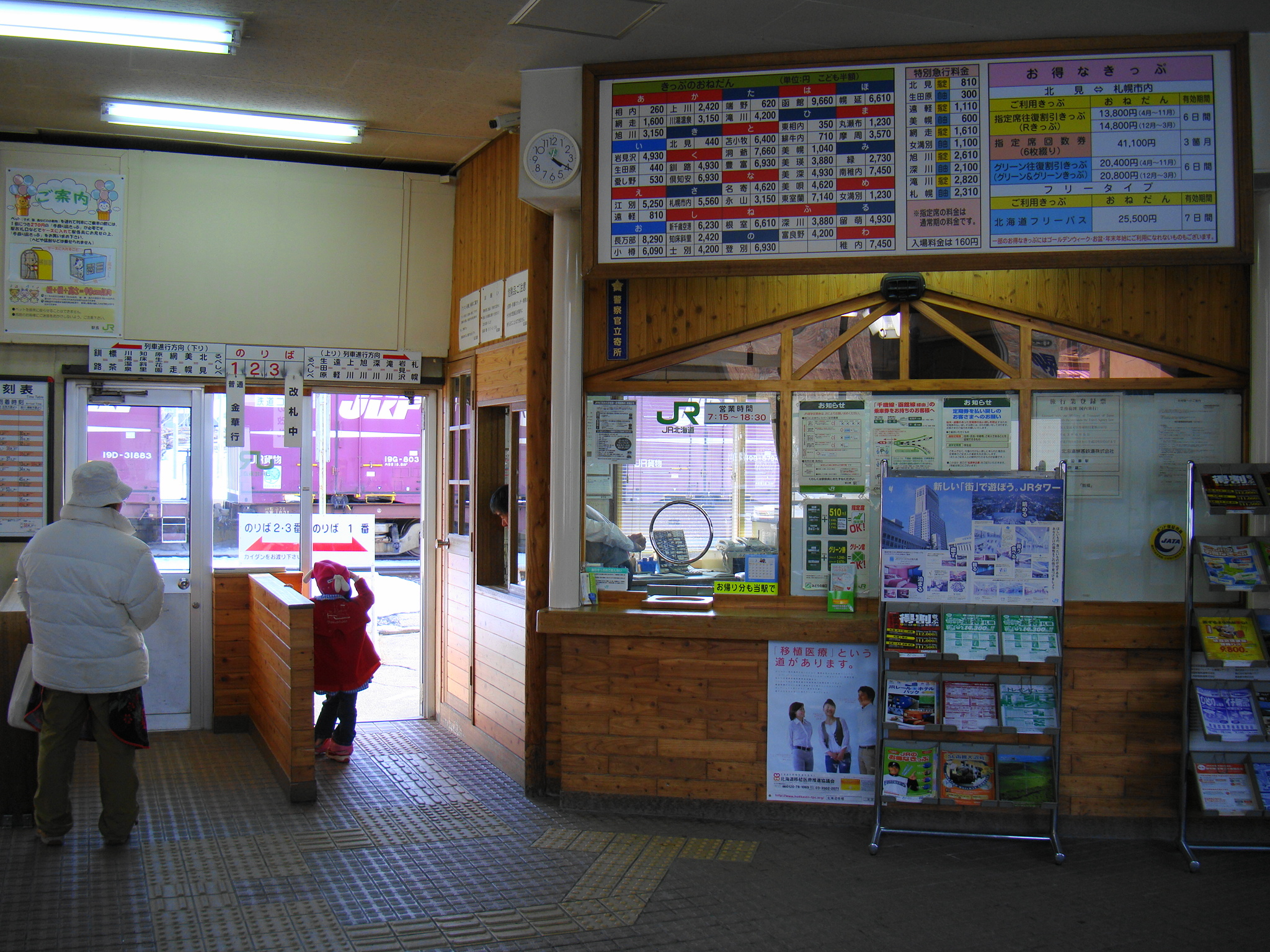
站房

留邊蘂站（日语：／ Rubeshibe eki */?）位於北海道北見市留邊蘂町東町，是北海道旅客鐵道（JR北海道）石北本線上的站，車站編號為A56。
名稱來自原留邊蘂町，源自阿伊努語的「ru-pes-pe」（沿著道路下來的河川）。

## 車站構造
島式月台2面3線的地面站。站房側的線路已經拆除，往1號月台必須經過一段斜坡，2、3號月台與1號月台間有天橋連結。設有木製候車室。

### 月台配置
| 月台 | 路線      | 方向 | 目的地               | 備註               |
| ---- | --------- | ---- | -------------------- | ------------------ |
| 1    | ■石北本線 | 下行 | 北見、網走方向       | （大部分普通列車） |
| 1    | ■石北本線 | 上行 | 遠輕方向             | （大部分普通列車） |
| 2    | ■石北本線 | 下行 | 北見、網走方向       |                    |
| 3    | ■石北本線 | 上行 | 遠輕、旭川、札幌方向 |                    |

過往曾為有人車站，並設有綠窗口，於日中時間服務，清晨與夜間若無職員時則改由北見站負責，2016年5月1日起，因應精簡業務，改為無人站，並取消了綠窗口服務。部份票務事宜將交由車站附近的商店負責。

## 車站周邊
- 北海道道307號留邊蘂停車場線
- 北海道道103號留邊蘂濱佐呂間線
- 北見市公所 留邊蘂總合支所（原為留邊蘂町公所）
- 北見警察署 留邊蘂派出所
- 留邊蘂郵局（與日本郵便北見支店留邊蘂集配中心併設）
- 北見信用金庫 留邊蘂支店
- 北洋銀行 留邊蘂支店
- 北見未來農業協同組合（JA北見未來）留邊蘂支所

## 歷史
- 1912年11月18日：設站。
- 1914年10月5日：本站～社名淵（後來的開盛站）間通車。
- 1984年2月1日：取消貨物業務。
- 1985年3月14日：取消行李業務。
- 1987年4月1日：國鐵分割民營化後成為北海道旅客鐵道（JR北海道）轄下的車站。
- 2016年5月1日：改為無人站，同時取消綠窗口服務[3]。

## 相鄰車站
北海道旅客鐵道（JR北海道）
■石北本線
- 特急「鄂霍茨克」、「大雪」停靠站

特別快速「北見」
生田原（A53）－留邊蘂（A56）－相內（A57）
普通
西留邊蘂（A55）－留邊蘂（A56）－（下相之內臨時乘降場）－相內（A57）
- 為廢站

## 相關項目
- 日本鐵路車站列表

## 外部連結
- （日語）JR北海道 – 留邊蘂站 （页面存档备份，存于）
- （日語）全驛參觀之旅 （页面存档备份，存于）